# Нові Алгаші
Нові Алгаші (рос. Новые Алгаши) — село в Цильнинському районі Ульяновської області Російської Федерації.
Населення становить 874 особи. Входить до складу муніципального утворення Алгашинське сільське поселення.

## Історія
Від 2004 року входить до складу муніципального утворення Алгашинське сільське поселення.

## Населення
| 2010 |
| ---- |
| 874  |